# Wugigarra eberhardi
Wugigarra eberhardi is een spinnensoort uit de familie trilspinnen (Pholcidae). De soort komt voor in New South Wales.